# Ennio Filonardi
Ennio Filonardi (Bauco, 1466 - Roma, 19 de diciembre de 1549) fue un eclesiástico italiano. 

## Vida
Entró al servicio de la Curia en 1484 durante el pontificado de Sixto IV. Alejandro VI le hizo obispo de Veroli en 1503 y Julio II le nombró vicelegado en Bolonia y gobernador de Imola, enviándole en 1512 a Suiza para tratar de favorecer la restauración de los Sforza en el gobierno del Ducado de Milán.  
Eran los tiempos revueltos de las guerras italianas, en los que tanto los Estados Pontificios como Francia y el Sacro Imperio Romano buscaban el apoyo militar de los mercenarios suizos, y Filonardi pasó los veinte años siguientes, durante los papados de León X, Adriano VI y Clemente VII, recorriendo entre Suiza e Italia, unas veces como legado y otras como nuncio.  
Prefecto del Castillo Sant'Angelo durante un breve periodo en 1535, Paulo III le nombró cardenal en el consistorio de 1536 con título de Sant'Angelo in Pescheria. Habiendo ejercido además como administrador apostólico de la diócesis de Montefeltro en 1538, título que cedió a su sobrino Ennio, en 1541 volvió a su tierra natal y en 1546 fue promovido a cardenal obispo de Albano.
Tras la muerte de Paulo III en 1549, entró en el cónclave que debía elegir a su sucesor, pero murió a los 83 años de edad antes de que fuera elegido papa Julio III. Su cuerpo fue trasladado a Veroli y sepultado en la iglesia de San Sebastián. 